# Bootleg Detroit
Bootleg Detroit foi o único álbum ao vivo da banda Morphine e a única autorizada. Foi lançado em 2000 pela editora Rykodisc. Foi gravado por Alan J. Schmit, um fã, em 7 de Março de 1994 no St. Andrew's Hall em Detroit, Michigan, durante a digressão de promoção do álbum Cure for Pain. Foi editado e misturado sobre a supervisão de Mark Sandman. Contém também duas faixas vídeo gravadas ao vivo no Montreux Jazz Festival em 1995.
| Críticas profissionais                                                      | Críticas profissionais |
| Avaliações da crítica                                                       | Avaliações da crítica  |
| Fonte                                                                       | Avaliação              |
| --------------------------------------------------------------------------- | ---------------------- |
| allmusic                                                                    | [ 1 ]                  |
| Esta tabela precisa de ser acompanhada por texto em prosa. Consulte o guia. |                        |

## Faixas
1. "Intro"
2. "Come along"
3. "Dana Intro"
4. "Mary"
5. "Banter 1"
6. "Candy"
7. "Sheila"
8. "Billy Intro"
9. "Claire"
10. "My Brain"
11. "Banter 2"
12. "Head With Wings"
13. "Cure For Pain"
14. "You Speak My Language"
15. "Thursday"
16. "Banter 3"
17. "You Look Like Rain"
18. "Buena"

- Cure For Pain, The Saddest Song (faixas vídeo para PC)

## Elementos
- Mark Sandman - voz e baixista
- Dana Colley - saxofonista
- Billy Conway - baterista